# Europe sous domination nazie

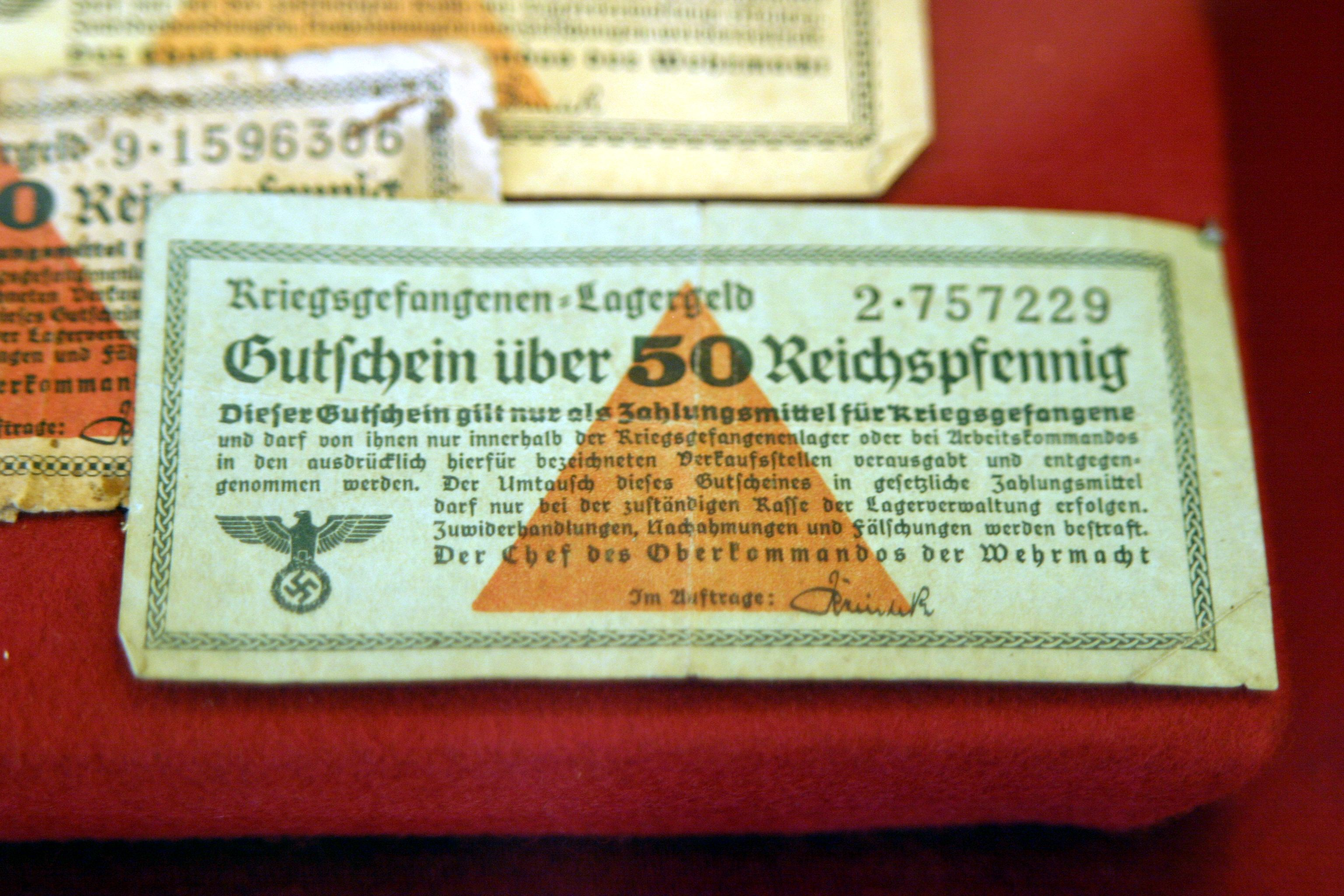
Bon pour cinquante pfennig. Pendant la Seconde Guerre mondiale, les monnaies nationales des pays conquis ont été dévaluées par rapport au Reichsmark, plaçant les forces d'occupation dans une situation de hausse de leur pouvoir d'achat. Le « front intérieur » de la Grande Allemagne profita, pendant les premières années de la guerre, de cette décision des autorités nazies. Dans les autres pays, l'effet de cette disparité de change s'est surajouté à la pénurie des biens de consommation courante.

L’Europe sous domination nazie est un terme désignant l'époque historique en Europe pendant la Seconde Guerre mondiale, et les territoires soumis à l'influence du Troisième Reich gouverné par le parti nazi, soit directement à la suite de l’occupation allemande par la Wehrmacht, soit indirectement par le biais de diverses formes de « satellisation » d'États plus faibles (ou issus de la dislocation des pays occupés par l'Allemagne) intégrés dans l'Axe et le Pacte antikomintern. Cet article décrit la première désignation, souvent appelée « l’occupation » dans le langage courant ; pour la seconde, voir l'article « Satellite de l'Axe ».

## Classification des États sous domination allemande

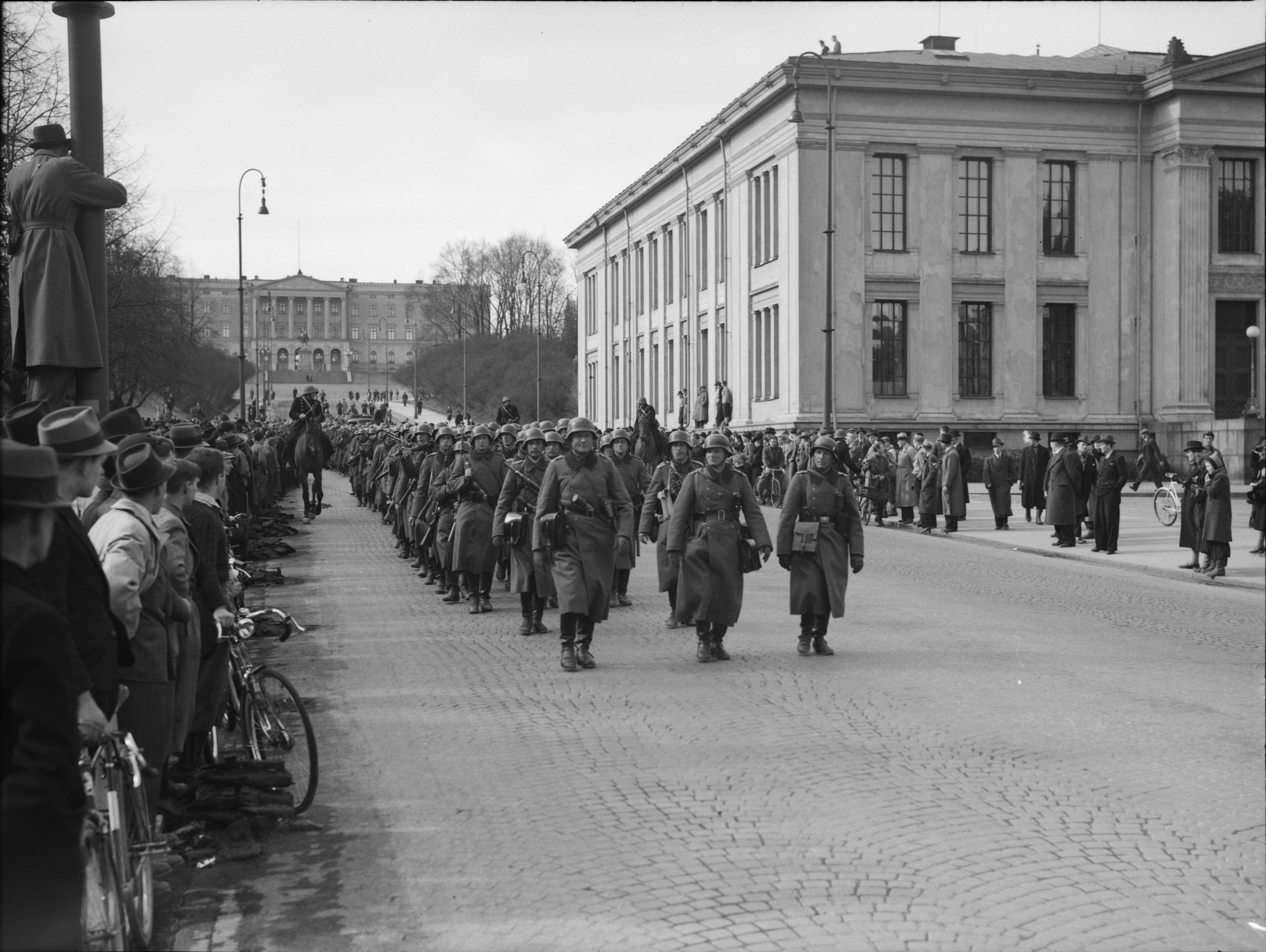
Parade martiale allemande à Oslo le 9 avril 1940. Un an plus tard, toutes les capitales des démocraties européennes, hormis Londres, Stockholm et Berne, sont occupées par les Allemands.

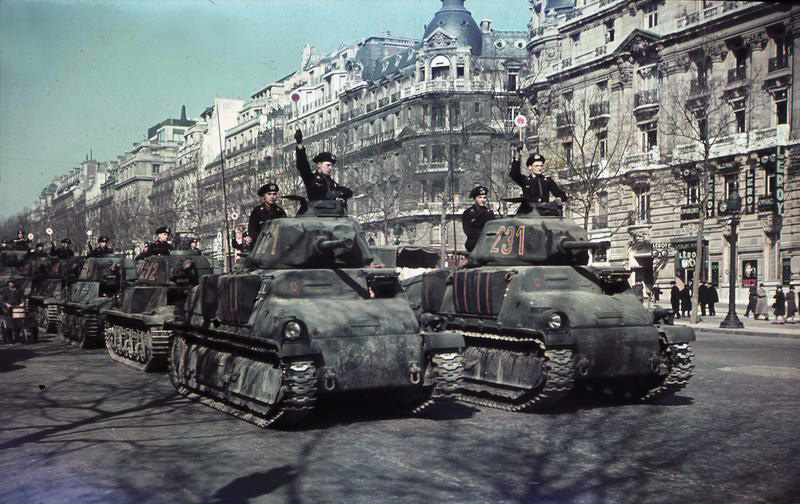
Défilé de Panzers à Paris en 1941. Les chars sont des Somua S-35 et Hotchkiss H35 français, reconvertis dans la Heer comme prise de guerre.

Le statut des territoires soumis à la domination allemande dépend à la fois des conditions historiques qui ont conduit à cette domination et des projets que les Allemands peuvent avoir, à long terme pour les pays concernés. On peut tenter une classification grossière en trois catégories tout en sachant que certains pays peuvent occuper des positions intermédiaires par rapport à ces trois catégories :
- pays annexés ;
- pays occupés ;
- pays satellites.

Ainsi, certains États sont annexés au Grand Reich. C'est le cas de l'Autriche depuis l'Anschluss en 1938, et du Grand Duché de Luxembourg à partir de 1942.
En France, tout le territoire national reste sous souveraineté française après la défaite militaire, y compris l'empire colonial. La France conserve une armée, mais sans capacité militaire. Certaines parties du territoire de la métropole passent cependant sous administration allemande, à des degrés divers, en violation du traité d'armistice : la Moselle et l'Alsace, le nord de la France (voir plus loin).
Les régions occidentales de la Pologne occupée sont aussi annexées. Le gouvernement général de Pologne, privé de toute autorité autochtone, est transformé en annexe coloniale et en dépotoir d'une Europe en cours de « purification ethnique » selon les termes d'Yves Durand.
Le protectorat de Bohême-Moravie, intégré au Reich en 1939, est pratiquement annexé (forme juridique : protectorat), mais il conserve un embryon d'État à qui sont ôtées les prérogatives régaliennes que sont l'armée et la diplomatie.
D'autres États, vaincus militairement, sont occupés par les Allemands sans que ces derniers en revendiquent l'annexion. Les Allemands administrent directement certains de ces pays où ils ont installé des forces d'occupation : c'est le régime du Reichskommissariat. C'est le cas des Pays-Bas, dirigés par Arthur Seyss-Inquart ; de la Belgique et du Nord de la France, et de la Norvège jusqu'en 1942. D'autres pays occupés conservent un gouvernement national. C'est le cas de la Norvège après 1942, le Reichskommissariat Norwegen dirigé par Josef Terboven demeurant toutefois en vigueur ; de la Serbie, de la Grèce, du Danemark et de la France. Jusqu'en 1942, la France conserve une zone non occupée.
On appelle pays satellites des États qui, en théorie, sont des alliés de l'Allemagne conservant officiellement leur souveraineté, mais qui, dans la pratique, sont très dépendants de l'Allemagne et sont obligés d'accepter sur leur sol les troupes allemandes. Ils doivent également se soumettre à la volonté de l'Allemagne lorsqu'il s'agit des affaires politiques internationales. C'est le cas des royaumes de Bulgarie et de Hongrie dont les gouvernements s'allient à l'Allemagne avant le déclenchement des hostilités pour satisfaire leurs revendications territoriales sur la Petite Entente, de la Slovaquie et de la Croatie qui doivent leur indépendance à l'Allemagne nazie, de la Finlande et de la Roumanie qui entrent en guerre aux côtés de l'Allemagne au moment de l'attaque contre l'URSS, pour récupérer respectivement la Carélie et la Bessarabie que les soviétiques leur avaient prises l'année précédente.
Avec les défaites allemandes et l'abandon progressif des territoires occupés devant la poussée des Alliés, le Reich ne peut plus compter sur ses partenaires de gré ou de force, et passe à une occupation directe (Italie, Hongrie, Roumanie, Bulgarie), coûteuse en moyens militaires.

## Les différentes formes de la domination nazie à l'est et à l'ouest

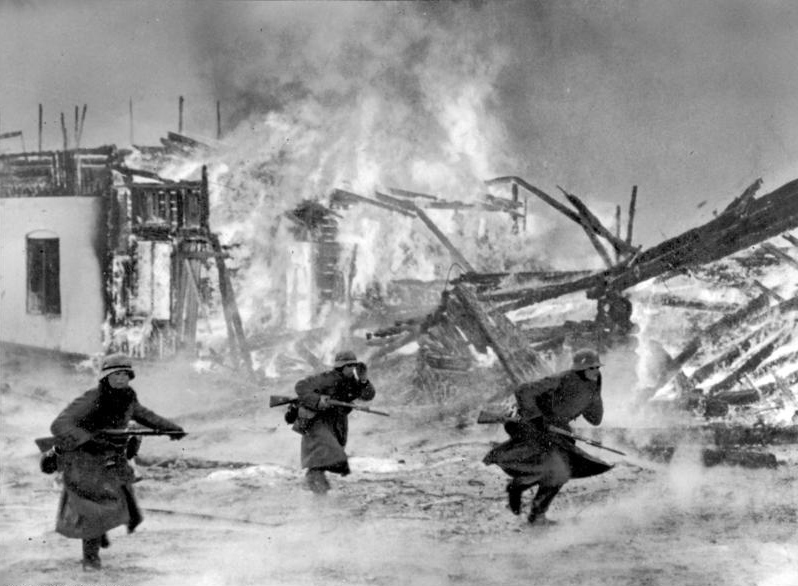
Combats dans un village incendié de Norvège, en avril 1940. Une fois l'invasion terminée, la Wehrmacht finit par céder la gestion de l'occupation du pays vaincu à une administration civile nazie : le Reichskommissariat. Des différences de traitement apparaissent alors, selon sa situation géographique.

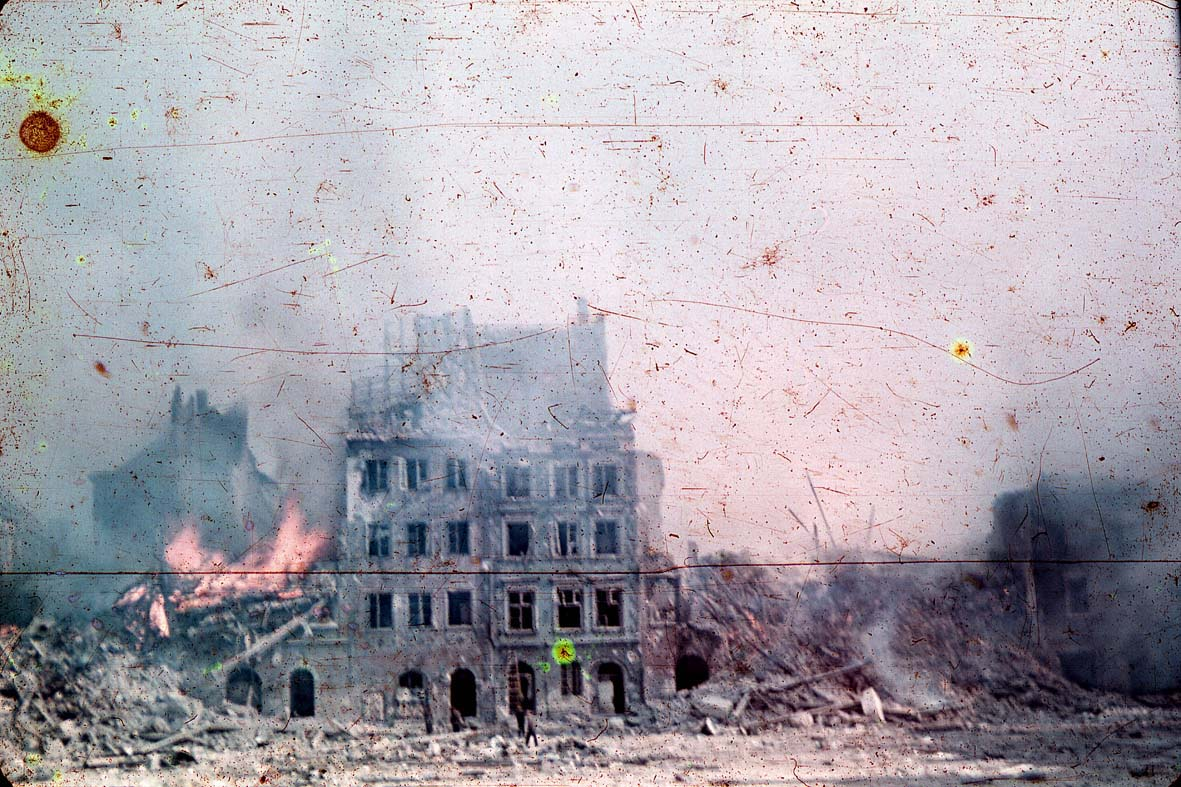
Insurrection de Varsovie (1944)

La domination allemande en Europe revêt un caractère différent selon les projets nazis, et selon que les habitants des pays occupés étaient considérés comme de « race » plus ou moins inférieure par Adolf Hitler.
Ce dernier entendait, par le biais du Generalplan Ost, à remodeler radicalement la carte démographique de l'Europe de l’Est, réservoir essentiel de l' « espace vital » (Lebensraum) revenant à la « Race des Seigneurs ». Dans cet espace immense, il s'agit à la fois d'implanter des colons allemands, de germaniser de force les populations qui peuvent l'être, de déplacer, stériliser ou faire mourir des millions de « sous-hommes » (Untermenschen) polonais et slaves soviétiques, en utilisant les survivants comme esclaves, enfin d'anéantir les Juifs et les Roms (Tziganes), les handicapés et les homosexuels.
Le conflit mondial à l'est, où la Convention de Genève ne s'applique pas, prend donc d'emblée l'aspect délibéré d'une guerre d'extermination (Vernichtungskrieg) dirigée contre les populations juives, slaves et tziganes principalement, mais aussi, surtout à partir de l'été 1944, grecques, roumaines ou arméniennes. Le Kommissarbefehl signé par Keitel prévoit la mise à mort systématique des commissaires politiques soviétiques capturés. Une commission d'experts, mise en place par Göring pour planifier la future exploitation méthodique des ressources de l'URSS, avait conclu dès mai 1941, soit avant l'invasion, que « nos projets devraient entraîner la mort d'environ 10 millions de personnes ».
En URSS, comme en Pologne et en Yougoslavie, les massacres de masse à grande échelle et l'épuisement des populations par la faim sont la règle dès les premiers jours de l'invasion, ce qui prive les conquérants d'éventuels soutiens dans la population soviétique qui, de plus, résiste mieux que les autres grâce à ses réseaux d'économie parallèle développés pendant la famine du Holodomor et les restrictions staliniennes. Si une partie des survivants de la répression stalinienne et certaines minorités nationales ont pu réserver un bon accueil aux Allemands, Finlandais ou Roumains, la généralisation des massacres et diverses exactions ont rapidement retourné ces populations contre les occupants : « tant qu'à être affamés et massacrés » (cite Soljénitsyne dans L'Archipel du Goulag) « autant l'être par les nôtres ! ». À l'image du très brutal Gauleiter Erich Koch en Ukraine, les nazis ne font aucune concession aux nationalistes antisoviétiques. Ils s'aliènent les paysans en ne remettant pas en cause les structures collectives imposées pendant la dékoulakisation. Au contraire, le système des kolkhozes et des sovkhozes leur permet de contrôler plus facilement la production. Les livraisons obligatoires sont même augmentées par rapport à la période soviétique et les défaillances sont tout aussi implacablement châtiées.
Excepté la zone interdite au retour des réfugiés en France du nord-est (et seulement à long terme ou en cas de rébellion des Français), l'Europe de l'Ouest n'est pas considérée comme un espace vital à vider pour que des Allemands puissent y prendre place. Dans le nouvel ordre européen, un pays comme la France garde sa place tant qu'il continue à collaborer, mais à un rang inférieur à celui de l'Allemagne. Certains pays ou certaines régions peuplées par des populations considérées comme proches des Allemands sont vouées à une germanisation renforcée. Ces territoires sont annexés au IIIe Reich. C'est le cas de l'Alsace et de la Moselle, du Luxembourg et d'une partie de la Pologne. En Alsace-Moselle, plusieurs dizaines de milliers de Malgré-Nous sont incorporés de force dans la Wehrmacht et la Waffen-SS. Beaucoup périssent sur le front de l'est, ou, pour les Alsaciens-Mosellans capturés, sont internés dans le très dur camp soviétique de Tambov. Les autres Français ne sont pas appelés à combattre aux côtés des Allemands.
Des centaines de milliers d'enfants européens « germanisables » sont arrachés à leur famille et transférés dans les Lebensborn ouverts par Martin Bormann. Dans ces foyers, véritables « haras pour SS », il s'agit aussi d'étudier l'amélioration de la « race aryenne ». Parallèlement, le Reich nazi fait étudier sur des cobayes humains, à Ravensbrück et Auschwitz, un programme de stérilisation massive des femmes slaves.
À l'Ouest, l'occupant allemand exerce une terreur moindre, mais n'en soumet pas moins les ressources des pays conquis au pillage systématique. Celui-ci est radical : en 1942, 40 % de la Trésorerie du Reich est faite de tributs financiers prélevés sur les vaincus.
Avant fin 1944, le rationnement n'est guère plus sévère pour les Allemands que pour les Américains ou les Suisses, grâce aux prélèvements agricoles massifs dans les pays occupés, condamnés aux privations, à la disette voire à la famine (Grèce, URSS). Bien des Allemands et des collaborateurs reçoivent aussi des dépouilles de l'aryanisation (spoliation des juifs de leurs biens) effectuée dans toute l'Europe.

## L'Europe au service de l'économie de guerre allemande

### Généralités
Hitler veut gagner la guerre et il a besoin d'armes. Deux grands principes président à la politique de l'Allemagne dans les pays d'Europe qu'elle a soumis. D'abord, l'ensemble des ressources et capacités économiques sont mises au service de l'économie de guerre du Reich, et en même temps, il y a une préfiguration de ce que voudraient mettre en place les nazis dans une Europe dominée par l'Allemagne :

### Les accords de compensation
Les puissances de l'Axe, en général, l'Allemagne nazie en particulier, disposent avant la guerre de peu d'or et de devises, ce qui constitue un obstacle pour se doter des moyens nécessaires à la poursuite de la guerre. Le système que l'Allemagne met en place pour faire face à la situation a été qualifié d'autarcie impérialiste, c'est-à-dire une sorte de troc entre pays connu sous le nom de « compensation » et inauguré par l'Allemagne avant la guerre avec l'Europe centrale et des pays comme la Bulgarie dont l'économie est ainsi liée à celle de l'Allemagne. En fait ce système permet à l'Allemagne, une fois qu'elle est en position de force, de se fournir à crédit auprès de pays comme la France avec laquelle un accord de compensation est signé le 14 novembre 1940. Lorsqu'un industriel allemand achète en France, la Banque de France avance les fonds nécessaires au paiement du fournisseur français, alors que l'acheteur allemand transfère la somme d'argent correspondante à la caisse de compensation de Berlin. La somme est inscrite au crédit de la France, mais c'est l'État allemand qui peut disposer de cette sorte de dépôt bancaire.
À l'issue de la guerre, le Reich allemand a accumulé à l'égard de tous ses partenaires européens un énorme débit qui ne sera jamais compensé à la suite de la faillite de l'État nazi en 1945. Le solde des achats allemands en Bulgarie est estimé à 37 milliards de leva. Certaines entreprises des pays soumis peuvent quand même bénéficier de ce système en recevant des commandes.
Ce mode de domination économique ne concerne pas seulement les pays alliés ou soumis par l'Allemagne, mais aussi des pays neutres comme la Suède ou la Suisse.

### Pillage et exploitation à l'Ouest
Dans les territoires conquis à l'ouest, les occupants allemands prélèvent d'abord un butin de guerre. Après leur défaite, les armées norvégienne, belge, néerlandaise et française doivent livrer à la Wehrmacht armes, munitions, moyens de transport, stocks et fortifications.
Ensuite, les outils permettant l'exploitation des pays soumis sont le paiement de frais d'occupation, chiffrés en Marks, mais payés, en vertu des accords de clearing, dans la monnaie locale dont le taux de change est fixé arbitrairement par les vainqueurs. Pour la France, les frais d'occupation sont de 20 millions de Marks par jour, soit, avec un taux de 1 mark pour 20 francs, 400 millions de francs par jour, l'équivalent de 4 millions de salaires journaliers ouvriers, doublant le budget de la France. Les Bulgares, en principe alliés des Allemands, doivent également payer des frais d'entretien d'une armée allemande stationnée sur le sol bulgare et censée défendre la Bulgarie. La justification de ces frais d'occupation est que la Wehrmacht donne son sang, pour défendre les différents pays d'une invasion anglo-américaine ou soviétique.
La France est le premier fournisseur du Reich. En mars 1944, elle a déjà fourni pour près de 35 milliards de Reichmark, dont 80 % au titre des frais d'occupation et le reste dans le cadre du clearing. Ceci représente 40 % de la totalité des liquidités en provenance des pays et territoires occupés. En 1943, en France, 50 % du trafic ferroviaire, 80 % de la sidérurgie, 100 % de l'automobile et de l'aéronautique, l'essentiel du BTP étaient au service exclusif de l'effort de guerre hitlérien (construction du Mur de l'Atlantique).

### Pillage, extermination et colonisation à l'Est
La politique de domination en Pologne et dans les territoires conquis sur l'URSS s'inspire des préjugés racistes des nazis vis-à-vis des Slaves, supposés être de « race inférieure », et de la mise en place du Lebensraum (espace vital) revendiqué par les Allemands. Le génocide juif commence à l'Est largement avant la Conférence de Wannsee du 20 janvier 1942. Ainsi, en janvier 1942, il ne reste déjà plus que 4 000 survivants sur les 70 000 Juifs résidant en Lettonie, qui avaient été massacrés par l'Einsatztgruppe A et le Sonderkommando Arājs. Ces territoires sont le plus souvent sous administration militaire (Reichskommissariat).
Dans les territoires polonais annexés par le Reich, les propriétaires terriens et les industriels polonais sont expropriés au profit de nouveaux propriétaires allemands. Dans le « Gouvernement Général » de Pologne, un pillage avec démantèlement systématique est d'abord entrepris, mais bientôt le gouverneur général Hans Frank s'inquiète des conséquences de tels excès sur la sécurité des occupants et l'expropriation systématique est réservée aux propriétaires juifs.
En URSS, à partir de juin 1941, l'invasion s'accompagne du pillage des ressources laissées par les Soviétiques. Des Wirtschaftskommandos accompagnent l'armée pour exploiter au mieux les nouveaux territoires conquis. Six cent mille hectares sont expropriés et transférés à la SS, en vue de futures implantations allemandes. Oswald Pohl est chargé de ce plan de colonisation (General Plan Ost). Ces terres doivent être livrées à des colons de « race aryenne », en même temps que les « Allemands de souche » (Volksdeutsche) habitant dans les territoires conquis sont censés être rapatriés en Allemagne. Il est prévu que la Crimée devienne une colonie militaire. En fait, la situation militaire interdit de mettre réellement en œuvre cette politique de colonisation. En revanche, les populations locales sont pratiquement asservies. Les kolkhozes dont la suppression avait été décrétée sont maintenus, la forme collective du travail se prêtant bien au contrôle de la production par les nouveaux maîtres. En outre, plus de deux millions de civils sont transférés de force en Allemagne pour travailler.
Les conditions très violentes dans lesquelles le travail forcé fut imposé aux populations slaves les menaient à la limite de l'extermination délibérée, qui n'est systématique que pour les Juifs, mais entraînèrent également un taux de mortalité considérable pour les populations civiles non-juives. En témoignent les quelque 7,7 millions de victimes civiles en URSS et 5,5 millions en Pologne.
À partir de juillet 1944, avec le repli définitif des armées allemandes, le pillage fait place à la destruction systématique et à la politique de la terre brûlée.

### Les prisonniers de guerre
Près de 10 millions de prisonniers de guerre de toutes les nationalités connurent la captivité en Allemagne de 1939 à 1945. Dès le 18 septembre 1939, 100 000 Polonais encerclés sont capturés par les Allemands. Le tableau ci-dessous donne un ordre de grandeur du nombre total de prisonniers de guerre ayant connu la captivité en Allemagne dans les camps de prisonniers de guerre du IIIe Reich.
| Pays         |           | |
| Pays         | Effectifs | Commentaires |
| ------------ | --------- | --- |
| Polonais     | 695 000   | durant la Campagne de Pologne (1939) (205 000 Polonais sont prisonniers des Soviétiques) |
| Français     | 1 810 000 | (1 490 000 en Allemagne en décembre 1940), Entre 1940 et 1941, 330 000 prisonniers français furent rapatriés en France, certains pour des raisons médicales. De 1940 à 1945, 51 000 prisonniers français trouvèrent la mort ou disparurent au cours de leur captivité. |
| Belges       | 215 000   | (fin 1940, après libération des Flamands) |
| Grecs        | 50 000    | durant la Bataille de Grèce en 1941 |
| Soviétiques  | 5 700 000 | de juin 1941 à 1945 |
| Italiens     | 1 336 990 | (dont 640 000 Internati désarmés et internés par les Allemands en septembre 1943, les autres capturés après octobre lorsque l'Italie rejoint les Alliés.) |
| Hongrois     | 100 000   | (Internés durant la campagne de Stalingrad pour s'être débandés ou pour avoir déposé les armes en octobre 1944). |
| Roumains     | 130 000   | (Internés durant la campagne de Stalingrad pour s'être débandés ou pour avoir tenté de passer à l'ennemi (divisions roumaines Alliées « Tudor Vladimirescu » et « Horia-Closca-Crisan »), ou capturés à partir d'août 1944 lorsque la Roumanie rejoint les Alliés).    |
| Finlandais   | 15 000    | (Fin 1944, Guerre de Laponie) |
| Britanniques | 130 000   | durant la Bataille de France en 1940 et la Guerre du Désert de 1940 à 1943. |
| Américains   | 94 000    | de la Campagne de Tunisie (1941) à la Campagne d'Allemagne (1945) |

Le sort des captifs a beaucoup varié, selon leur nationalité. Pour les prisonniers ressortissants de pays occidentaux, France, Belgique et Royaume-Uni, les Conventions de Genève sont à peu près appliquées, y compris aux prisonniers de guerre juifs.
En revanche, les Conventions de Genève ne sont pas appliquées aux prisonniers soviétiques, maltraités, qui subissent une mortalité énorme (Staline n'avait pas signé les conventions de Genève). Sur les 5,7 millions capturés, au total, de juin 1941 à 1945, seulement 930 000 demeurent prisonniers à la fin de la guerre. Un million sont passés dans l'Armée Vlassov ou dans les Hilfswillige. Les autres sont morts tant les conditions de transport et de détention sont effroyables pour eux.
Sur les 1,81 million de Français capturés en mai-juin 1940, 250 000 parviennent à s'échapper avant d'arriver en Allemagne. La grande majorité des soldats est dispersée dans des Arbeitskommando, commandos de travail, c'est-à-dire mis au service de l'industrie ou de l'agriculture allemande. Entre la fin 1940 et 1944, 475 000 sont rapatriés. À partir de 1942, dans le cadre de la politique de la relève menée par le gouvernement de Vichy, environ 210 000 prisonniers sont « transformés », c'est-à-dire qu'ils restent en Allemagne, mais deviennent en théorie des travailleurs civils. De la même façon, 500 000 des 640 000 Internati italiens sont également « transformés » en civils.
Les prisonniers de guerre norvégiens, néerlandais, flamands, qui sont censés être de « race germanique » sont libérés. Il en est de même des prisonniers français d'origine alsacienne ou mosellane, s'ils consentent à se reconnaître « allemands de souche ».

### Les déplacements de main-d'œuvre
En plus des prisonniers de guerre, employés, dans leur ensemble à faire tourner l'appareil productif de l'Allemagne, des millions de travailleurs sont drainés de gré ou de force vers l'Allemagne, à partir des pays occupés ou alliés.
Pour compenser la mobilisation de millions d'ouvriers comme soldats sur le front de l'Est, Fritz Sauckel, plénipotentiaire général pour l'emploi de la main-d'œuvre, transfère de force, de 1942 à 1944, huit millions de travailleurs civils en Allemagne, sans compter les millions de prisonniers de guerre mis au travail. La moitié de l'emploi agricole et le tiers de l'emploi industriel du Troisième Reich sont assumés par des travailleurs étrangers en 1944.
Si les ouvriers occidentaux, dont les Français du Service du travail obligatoire (STO), sont relativement bien traités, en revanche les ouvriers Polonais et Soviétiques (Ostarbeiter) doivent porter un insigne « P » ou « Ost » bien visible sur la poitrine ; ils touchent généralement un salaire misérable correspondant à peine au minimum physiologique indispensable ; ils n'ont pas le droit de prendre le tramway ou de monter à bicyclette, ni d'entrer dans une église allemande ou dans un lieu de culture et de loisirs ; les relations sexuelles avec une Allemande sont punies de mort pour l'homme, et la femme est humiliée en public puis déportée en camp. La police pratique régulièrement des rafles qui en mènent des dizaines de milliers en camp de concentration au moindre geste déviant. Dans les derniers jours du Troisième Reich, des milliers de travailleurs forcés Soviétiques et Polonais, évadés de leurs lieux de travail et errants sur les routes, sont massacrés par la Gestapo dans la Ruhr ; ainsi à la clairière du Bittermark, à Dortmund, où 355 travailleurs civils de plusieurs nationalités sont assassinés le vendredi Saint 1945.
Après que Speer a pris en main l'économie de guerre totale début 1942, les entreprises allemandes exploitent également de nombreux détenus fournis par les camps de concentration de Himmler : environ 1,5 million de déportés de toute l'Europe connaissent ainsi, dans les camps ou dans les kommandos de travail, une exploitation particulièrement meurtrière dans l'état de sous-alimentation.
Pendant la guerre, la main-d'œuvre étrangère se substitue progressivement à la main-d'œuvre allemande dans les usines. Le 1er janvier 1941, aux fonderies Krupp AG d'Essen, les travailleurs étrangers représentent 1,8 % de la main-d'œuvre totale. Un an plus tard, cette proportion monte à 5,8 %. Au 1er janvier 1943, elle est montée à 39,5 %, et redescend ensuite légèrement, à 27,4 % le 1er janvier 1944 et à 29,7 % le 1er janvier 1945.
| Pays        |            |           |           |            |
| Pays        | Sept. 1941 | Nov. 1942 | Dec. 1943 | Sept. 1944 |
| ----------- | ---------- | --------- | --------- | ---------- |
| Polonais    | 1 007 561  |           |           |            |
| Soviétiques |            | 1 612 000 |           | 2 174 644  |
| Yougoslaves | 108 791    |           |           |            |
| Tchèques    |            | 193 000   |           |            |
| Slovaques   |            |           |           | 37 550     |
| Hongrois    | 34 990     |           |           | 24 363     |
| Italiens    | 271 667    |           |           | 287 347    |
| Danois      | 28 891     |           |           |            |
| Néerlandais | 92 995     | 153 764   | 274 368   | 254 544    |
| Belges      | 121 506    | 130 989   | 222 851   | 199 437    |
| Français    | 48 567     | 134 518   | 666 610   | 646 421    |

## Génocides, déportations, concentrations
La guerre et la domination de l'Europe qui en a résulté ont permis au régime nazi de pousser à l'extrême son idéologie raciste. Selon les termes de Goebbels « La guerre nous offre toutes sortes de possibilités que la paix nous refusait ».
Aux déportés était remis un triangle de couleur variable selon le motif de leur incarcération : les détenus politiques portaient le triangle rouge ; les détenus de droit commun en détention préventive (BV) ou effectuant leur peine en camp (SV), le triangle vert (celui de ces derniers portant la lettre S) ; les témoins de Jéhovah le triangle mauve ou violet ; les apatrides ou émigrés (essentiellement des Espagnols internés après la défaite de la France) le triangle bleu ; les asociaux le triangle noir ; les homosexuels le triangle rose ; les Tziganes le triangle brun ; les juifs un triangle jaune avec un filet noir ; les juifs internés dans le cadre strict des persécutions raciales et momentanément épargnés pour être contraints au travail, une étoile jaune ; les juifs internés pour une autre cause, un triangle jaune pointe en bas qui se superposait à un triangle d’une autre couleur ; les politiques internés pour la seconde fois, une barrette rouge au-dessus du triangle rouge.

### L'extermination des Juifs
L'expression hébraïque « Shoah » (« catastrophe ») désigne l'extermination en masse, systématique et programmée, des civils juifs, femmes, enfants et vieillards compris. Environ 6 millions de Juifs en furent les victimes, soit les trois quarts des Juifs de l'Europe occupée et les deux tiers de ceux du vieux continent, ou encore 40 % des Juifs du monde entier. Ce génocide fut perpétré par les nazis de 1942 à 1945 selon des méthodes industrielles demeurées exceptionnelles dans l'Histoire du monde.
L'extermination des Juifs est d'abord pratiquée par des exécutions de masse pratiquées par la Wehrmacht puis par les Einsatzgruppen dans les territoires polonais et soviétiques. En URSS et dans une partie de la Pologne, la « Shoah par balles » céda en 1942 le pas à l'emploi méthodique de camions à gaz.
Après la conférence de Wannsee (20 janvier 1942), la politique d'extermination (la « solution finale de la question juive » dans la terminologie nazie) vise les Juifs de tous les pays occupés et prend une dimension industrielle. Les Juifs sont déportés dans des camps d'extermination dans lesquels les victimes sont gazées en masse, invalides, malades, vieillards et enfants d'abord. Les adultes valides sont quant à eux rapidement épuisés par le travail forcé, la sous-alimentation complète et les exactions sauvages de maints kapos et des gardes SS, avant d'être à leur tour gazés, et leurs corps réduits en cendres dans des fours crématoires.
La mise en œuvre industrielle de l'extermination des Juifs commence en Pologne, sous le nom de code « Action Reinhardt », en 1942-1943, avec l'anéantissement de deux à trois millions de Juifs de Pologne dans les camps d'extermination locaux créés dans ce but. Dans tous les pays occupés où la population juive est moins nombreuse, des rafles sont également organisées de façon systématique. À la fin de la guerre, avec l'occupation de la Hongrie, les nazis procèdent sous la conduite d'Eichmann à la déportation en 56 jours de plus de 500 000 Juifs. C'est alors que le plus important des camps d'extermination, celui d'Auschwitz-Birkenau atteint son activité exterminatrice maximale.

### Massacre des Tziganes
Une circulaire de Himmler du 7 août 1941 répertorie les Tziganes en catégories. En décembre 1942, il prend la décision de déporter vers Auschwitz tous les Tziganes d'Europe. Himmler cependant se désintéresse rapidement du sujet qui ne constitue pas un enjeu stratégique de première importance, car le Tzigane n'a pas la fonction structurante du Juif dans l'interprétation du monde nazi. En fonction des données existantes, on peut estimer que pendant la Seconde Guerre mondiale, entre 50 000 et 80 000 Tziganes sont morts des suites des mesures de persécutions nazies.

### Massacre des peuples slaves
Si l'extermination systématique des peuples slaves en tant que tels ne fait pas partie du projet nazi, il n'empêche que la politique de domination en Pologne et dans les territoires conquis sur l'URSS s'inspire des préjugés racistes des nazis vis-à-vis des Slaves supposés être de race inférieure et vise la mise en place de l'espace vital revendiqué pour le seul peuple allemand. Des millions de Polonais, de Russes et de Biélorusses vont y laisser leur vie, du fait des exactions des Einsatzgruppen ou des mauvaises conditions de vie dans les camps de prisonniers de guerre. Heinrich Himmler n'a-t-il pas déclaré : « Tout le peuple polonais disparaîtra du monde […]. Il est essentiel que le grand peuple allemand considère comme une tâche majeure que de détruire tous les Polonais. »

### Massacre des homosexuels
Les personnes soupçonnées d'actes homosexuels étaient arrêtées et envoyées dans les camps de concentration. Environ 75 000 homosexuels furent internés dans les camps de travail, de concentration ou d'extermination – même s'il est très difficile d'avoir des chiffres exacts sur ce sujet.
Dans les camps, les homosexuels allemands ou de pays dits germaniques portaient un triangle rose, les homosexuels d'autres pays un rectangle bleu (prisonniers de droits communs). La mortalité des homosexuels dans les camps est estimée à plus de 60 %, car ils étaient les plus bas dans la « hiérarchie » des camps.

### Massacre des aliénés
Aktion T4 est le nom donné, après la Seconde Guerre mondiale, à la campagne d'extermination d'adultes handicapés physiques et mentaux par le régime nazi, de 1939 à août 1941, et qui fait de 70 000 à 80 000 victimes. Il se traduit par des mises à mort à grande échelle au moyen de chambres à gaz spécialement construites à cet effet dans six centres dédiés à ces opérations. Même si l'Aktion T4 cessa officiellement en août 1941, l'extermination des handicapés se poursuivit tout au long de la Seconde Guerre mondiale et une partie de ses exécutants participa à la destruction des Juifs d'Europe.

### Déportation et massacre desTémoins de Jéhovah
Les persécutions du régime nazi visèrent très rapidement les Témoins de Jéhovah qui refusaient, en raison de leurs convictions religieuses, de jurer fidélité à Hitler et étaient objecteurs de conscience. En outre, les Témoins de Jéhovah déployaient une activité missionnaire destinée à faire adhérer d'autres personnes à leur foi, ce que les nazis considéraient comme une activité subversive. Dès le 1er avril 1935, le Ministre de l'Intérieur du Reich ordonna aux responsables locaux de prononcer la dissolution de la « Société de la tour de garde », le nom officiel de ce groupe religieux. Une unité spéciale de la Gestapo (la police secrète de l'État) dressa une liste de toutes les personnes considérées comme Témoins de Jéhovah. Un nombre de plus en plus important d'entre eux fut arrêté et incarcéré. En 1939, environ 6 000 Témoins de Jéhovah (y compris certains venant d'Autriche et de Tchécoslovaquie) étaient détenus dans les prisons ou dans les camps. Dans les camps de concentration les Témoins de Jéhovah portaient des triangles mauves. Même dans les camps, ils tentèrent de poursuivre leur activité : dans le camp de concentration de Buchenwald, ils créèrent une imprimerie clandestine et distribuèrent des tracts religieux. Le nombre des Témoins de Jéhovah qui moururent dans les camps de concentration et les prisons est estimé à 1 000 Allemands et 400 ressortissants d'autres pays, dont environ 90 Autrichiens et 120 Néerlandais. En outre 250 personnes furent exécutées sommairement pour leur appartenance religieuse à ce mouvement.

### Déportation et massacre desfrancs-maçons
En Allemagne dès 1933, sous la pression du pouvoir et les persécutions, les loges cessent d’elles-mêmes leurs activités et le gouvernement réquisitionne leurs immeubles qui sont transformés en musée où la franc-maçonnerie est exposée et ridiculisée.
Enfin, puisque dans l’esprit de Hitler et des dirigeants allemands les deux groupes des Juifs et des francs-maçons sont inséparables, les lois nazies les persécuteront de la même manière.
Le bilan chiffré des victimes n'est qu'approximatif :
- pour le « Grand Orient de France », les chiffres des victimes sont les suivants : 5 210 Francs-maçons inquiétés, 219 déportés, 117 fusillés ou morts en déportation ;
- pour la « Grande Loge de France », 1 250 Francs-maçons inquiétés, 520 déportés, 180 fusillés ou morts en déportation ;
- pour le « Droit humain » en France, 1 540 Francs-maçons inquiétés, 59 déportés, 31 fusillés ou morts en déportation.

Ces chiffres, ainsi que le dévoile l'ouvrage récent d'Arnaud de la Croix, « Hitler et la franc-maçonnerie », doivent cependant être pris avec précaution : certains hauts dignitaires mis à part, les maçons, en Allemagne comme dans les pays occupés, ne furent déportés ou tués que s'ils étaient juifs et/ou résistants.

### Autres déportations
Les occultistes, la Science Chrétienne, les membres de l'anthroposophie de Rudolf Steiner et de la théosophie se voient condamnés et déportés également.
En France, le siège de la Société de théosophie, 4 square Rapp à Paris (7e) se voit réquisitionné et devient un service anti-maçonnique et anti-sectes de la Préfecture de police dirigé par le Commissaire spécial Georges Moerschel (qui, le 22 mai 1947, sera condamné aux travaux forcés à perpétuité). Les archives retrouvées au 4 square Rapp révèlent en chiffres globaux relatés ci-dessus, que 60 000 personnes ont été fichées, 6 000 personnes de France ont été inquiétées pour appartenance à une loge ou à une secte, 549 ont été fusillées, 4 décapitées à la hache et 989 ont été déportées dans les camps de la mort.
En Hollande, Ommen, un camp de vacances fondé par les théosophes et Jiddu Krishnamurti est réquisitionné pour servir de camp de concentration. Dès 1940, Werner Schwier, directeur du « Referat Internationale Organisationen », est chargé de liquider les avoirs des organisations considérées comme hostiles au Reich. Il voit la possibilité d'utiliser le terrain d'Ommen pour y construire un camp de concentration. La transformation du camp d'Ommen en camp de concentration débute le 13 juin 1941, juste après la nomination par Schwier de Karel Lodewijk Diepgrond au poste de « Lagerführer ». Ce dernier avait été interprète pour les services du SD (services de sécurité nazis) à Amsterdam. Diepgrond accepte sa nomination. Sa première tâche est d'engager 48 gardes pour le camp. Selon son propre journal, qu'il tient très soigneusement à jour, il arrive avec les gardes à Ommen le 13 juin 1941. Diepgrond et Schwier donnent l'assurance aux gardes que le camp restera strictement sous contrôle hollandais. Cette promesse est rapidement trahie. Schwier renomme immédiatement le camp « Arbeitslager Erika » - Camp de travail Erika. La langue allemande est imposée tant pour les rapports écrits que pour les ordres. Les gardes sont nommés « Kontroll Kommando » ou « KK », Commando de Contrôle. Les grades allemands sont introduits et Diepgrond nommé « Lagerführer », commandant du camp. Les premiers prisonniers arrivèrent dès le 19 juin 1942, encore que ce camp de concentration ne fut officiellement ouvert que le 22 juin.

### Les camps

#### Univers concentrationnaire et déportations
Il faut distinguer les camps d'extermination des camps de prisonniers de guerre pour occidentaux (Stalag) et des camps de concentration. Les premiers ont pour finalité l'extermination des Juifs et autres personnes qualifiées de « sous-hommes » par le régime nazi. Les camps de concentration sont établis pour garder prisonniers les opposants réels ou présumés, des droits communs, etc. (par exemple Buchenwald ou encore Neuengamme). Si le but premier des camps de concentration n'est pas l'extermination, les conditions particulièrement dures de détention et les mauvais traitements y entraînent une très forte mortalité (40 % des déportés Français périrent en deux ou trois ans).

#### Les camps de prisonniers de guerre
Les camps pour soldats occidentaux (Stalag) et pour officiers (Oflag) étaient couverts par la Convention de Genève et ne relevaient pas de cet univers concentrationnaire, même s'il existait des sections punitives pour les rebelles et les spécialistes de l'évasion. Ils recevaient l'aide de la Croix-Rouge et les colis des familles.
En revanche, l'URSS n'étant pas signataire de la Convention de Genève, les nazis pouvaient pratiquer un arbitraire total dans les camps de prisonniers soviétiques. La mortalité y était particulièrement forte au début de l'opération Barbarossa. L'historien de la Wehrmacht Omer Bartov estime que celle-ci exécuta sur place 600 000 prisonniers soviétiques au second semestre de 1941 et en laissa mourir de faim 1,4 million.
À partir de 1942-1943, le ministre Albert Speer entreprend l'utilisation massive des prisonniers soviétiques comme main-d'œuvre forcée. Mais leurs conditions de vie ne s'améliorent guère. Sur les 5,3 millions de prisonniers transférés en Allemagne, 3,3 millions périrent de typhus, de malnutrition délibérée et de traitements brutaux.
Certains prisonniers de guerre, par idéologie ou simplement pour survivre, s'engagent dans les forces auxiliaires du Reich : Russes de l'armée Vlassov, Indiens de l'Armée nationale indienne de Chandra Bose, etc.

## Terreur et propagande
Pour exploiter économiquement les pays conquis, il faut imposer la terreur : les SS, la Gestapo traquent les auteurs de crimes contre le Reich, les résistants et les réfractaires au STO. Le service de renseignements allemand (Abwehr) occupe les territoires conquis. Ces forces s'appuient souvent sur les collaborateurs pour maintenir l'ordre, comme la Milice de Joseph Darnand en France, créée le 30 janvier 1943.
La terreur fut particulièrement violente dans l'est du continent, car Hitler considérait les Slaves comme des bêtes à réduire en esclavage : on retiendra notamment l'action des Einsatzgruppen (groupes d'action spéciale) chargés d'opérations de « ratissage » et de « nettoyage » des territoires conquis, à l'arrière des armées (exécutions sommaires de juifs, de commissaires politiques communistes ou de simples civils). Le décret Nacht und Nebel (nuit et brouillard) de décembre 1941 condamne à la déportation toute personne qui s'oppose aux forces allemandes.
Contrôle de la presse, censure des films et des chansons, affiches sont les traits essentiels de la propagande nazie en Europe. Dans les pays occupés, l'Allemagne nazie fait la promotion d'une nouvelle Europe comme en Italie avec l'idée d'une « nouvelle Europe pour le travailleur » ou en France avec l'exposition « La France européenne ». L'utilisation de ces outils vise une intégration forcée des peuples dans une vision hitlérienne d'un empire européen mené par le Troisième Reich.
Des techniques de contre-propagande sont utilisées par les résistants (Journaux clandestins de la Résistance) et les pays en guerre contre les nazis, comme la « guerre des faux journaux » menée par la Direction générale des opérations psychologiques (Morale Operations Branch) de l'OSS.

## Domination allemande, pays par pays

### Occupation allemande de la Belgique
Début de l'occupation : mai 1940
Fin de l'occupation : décembre 1944

### Occupation allemande du Luxembourg
Début de l'occupation : mai 1940
Fin de l'occupation : septembre 1944

### Occupation allemande de la France

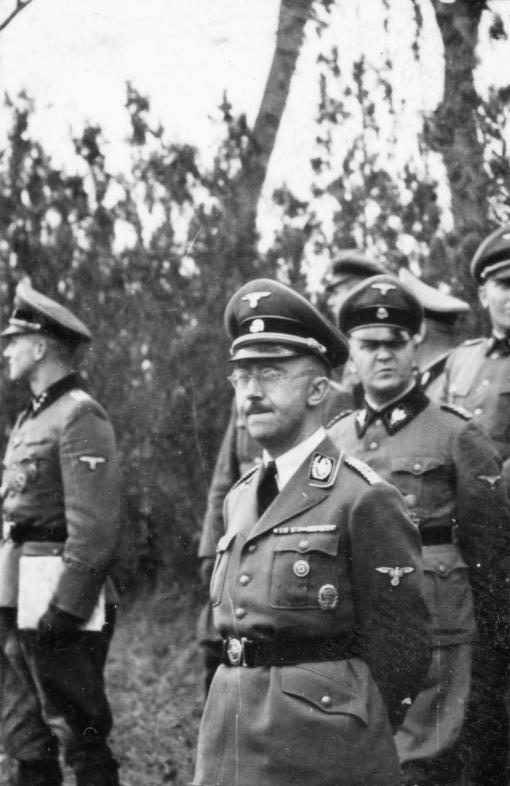
Heinrich Himmler entouré d'officiers de la Waffen-SS, en visite en France en 1940.

La France a été occupée entre mai 1940, date du déclenchement de l'invasion par les troupes nazies, et décembre 1944 où certaines parties du territoire français ne sont pas encore libérées.
À la suite de la campagne de France et de l'armistice du 22 juin 1940, la France est partagée principalement en deux zones : une zone occupée au Nord et une zone libre au Sud où siège le gouvernement collaborationniste français du maréchal Pétain à Vichy. Entre les deux zones se trouve la ligne de démarcation (qui suit à peu près le cours de la Loire) franchissable uniquement avec un laissez-passer (Ausweis). Par ailleurs, les départements d'Alsace et celui de la Moselle sont intégrés au Reich allemand et ceux du Nord et du Pas-de-Calais sont une zone interdite soumise à un régime de pillage des ressources.
Cette division en zones cesse le 11 novembre 1942 quand, à la suite du débarquement allié en Afrique du Nord, les Allemands et les Italiens envahissent la zone dite libre.
Le commandement des troupes d'occupation est confié au général Otto von Stülpnagel de novembre 1940 à février 1942, puis au général Carl-Heinrich von Stülpnagel, son cousin.

### Occupation allemande de la Moselle
Annexion de fait : 25 juillet 1940, libération de Metz 21 novembre 1944, libération du Pays de Bitche le 16 mars 1945.
Voir les articles : Annexion de la Moselle (1940), Gau Westmark, Josef Burckel, Robert Schuman, Joseph-Jean Heintz, Roger Foret, Albert Thiam, Patriotes résistant à l'Occupation, Malgré-nous, Tambov, Camp 188, Camp de Schirmeck, Fort de Queuleu, Camp du Struthof, Malgré-elles, Synagogue de Metz.

### Occupation allemande de la Roumanie
Début de l'occupation : octobre 1940
Fin de l'occupation : août 1944

### Occupation allemande de la Yougoslavie
Début de l'occupation : avril 1941
Fin de l'occupation : mai 1945

### Occupation allemande de la Grèce
Début de l'occupation : avril 1941
Fin de l'occupation : octobre 1944

### Occupation allemande de l'Union soviétique
Début de l'occupation : fin juin 1941
Fin de l'occupation : progressive selon les territoires de l'hiver 1942 à mars 1944

#### Généralités
Après l'opération Barbarossa en 1941, la Russie d'Europe, l'Ukraine, la Moldavie, la Biélorussie et les États baltes, soit 65 millions de Soviétiques, se trouvèrent sous l'occupation du Troisième Reich, d'une brutalité inouïe et spécifique au Front de l'Est. Les pertes civiles soviétiques se montent ainsi à plus de 11 millions de personnes, parmi lesquels sont comptabilisées les victimes des bombardements et des blocus organisés par l'armée nazie (700 000 morts au cours du seul siège de Leningrad), les victimes des nombreux massacres et exécutions, ainsi que les victimes des déportations et du travail forcé, le plus souvent mortes d'épuisement ou de faim.
La brutalité de l'occupation des territoires soviétiques vient principalement de ce qu'elle s'inscrit dans les perspectives nazies d'anéantissement du « judéo-bolchevisme moscovite », de l'accroissement de « l'espace vital » et de la purification du monde des « races inférieures », mais aussi de ce que cette idéologie était partagée par le haut-commandement de l'armée. En témoigne par exemple cet ordre du général d'armée Hoepner, commandant le 4e groupe de Panzer : « ce combat doit être mené avec une volonté de fer, jusqu'à l'anéantissement total et sans pitié de l'ennemi ». L'ennemi, dans ce contexte, est le Slave ou le Juif, et les soldats de l'armée nazie, Wehrmacht comprise, vivaient dans cette conviction qu'ils affrontaient un peuple de sous-hommes et qu'ils accomplissaient la « grande parousie nazie ».
De cette perspective d'annihilation résulte une occupation particulièrement dure, marquée par des exactions quotidiennes - civils abattus au hasard, pillages, viols, destructions des biens et du bétail, villages entièrement rasés, populations de bourgs entiers exterminée. Les zones où les partisans opposent une forte résistance à l'occupant sont les plus touchées par les mesures de représailles, ce qui explique partiellement la très forte mortalité dans les républiques qui ont fourni les plus gros contingents de partisans, qu'il s'agisse de la RSS d'Ukraine (4,5 millions de morts civils), de la RSS de Biélorussie (2,2 millions de morts civils), ou de la Russie occidentale (1,8 million de morts civils). Cependant, la dureté de l'occupation n'est pas circonscrite à ces régions, la vie des occupés n'ayant aucune valeur aux yeux de l'occupant. Le discours de Himmler à Posen, prononcé au cours des journées SS Gruppenführer le 4 octobre 1943, illustre cette vision du Slave et du Soviétique en sous-homme, juste bon à servir de force de travail périssable, vision du monde largement partagée dans l'armée du Reich :

« Si dix mille femmes russes tombent d'épuisement en creusant un fossé anti-tank, seul m'importe l'achèvement du fossé anti-tank pour l'Allemagne. Nous ne serons jamais brutaux et insensibles lorsque cela ne sera pas indispensable, c'est évident. Nous, Allemands, qui sommes les seuls au monde à avoir une attitude correcte envers les animaux, nous aurons également une attitude correcte envers ces animaux humains. Mais ce serait un crime contre notre race de nous soucier d'eux et de leur donner un idéal, car nos fils et nos petits-fils auraient encore plus de difficultés avec eux. »

#### Les cibles privilégiées de l'occupant nazi
Certaines catégories de la population furent plus particulièrement touchées par l'occupation allemande, et notamment les Juifs, qui furent ses cibles prioritaires. Cinq mois seulement après le déclenchement de l'opération Barbarossa, 550 000 Juifs avaient été assassinés par les Einsatzgruppen. L'occupation de l'URSS marque de ce point de vue un tournant dans la radicalisation du régime nazi, radicalisation qui l'a conduit à formuler la « solution finale ». En effet, les Einsatzgruppen inaugurèrent en URSS, dès 1941, le regroupement et l'extermination systématique, comme à Kamenets-Podolski, où 23 600 civils juifs furent massacrées du 28 au 30 août, ou à Babi Yar, près de Kiev, où 33 370 personnes périrent par balles les 29 et 30 septembre. Au total, de 1941 à 1945, 2 830 000 Juifs soviétiques furent massacrés ou périrent dans les ghettos et les camps de concentration ou d'extermination. Seulement 1 % de la population juive des territoires soviétiques occupés par l'armée du Reich survécut.
Les Einsatzgruppen prirent également pour cible privilégiée les communistes, suivant le modèle du Décret des Commissaires, pris par l'OKW le 6 juin 1941, qui prévoyait la mise à mort systématique des commissaires politiques de l'Armée rouge. Dès le 17 juin, Heydrich, alors à la tête de la RSHA, étendit les projets d'extermination à la quasi-totalité des communistes.
Les Ostarbeiter fournirent un important contingent de victimes civiles. Un quart des quatre millions de Soviétiques déportés en Allemagne dans le cadre des programmes Saukel moururent de faim, de froid, d'épuisement ou de maladie avant la fin de la guerre. Leurs rations alimentaires étaient réduites au minimum et ils étaient soumis à des travaux de force dans les mines ou les usines, plus rarement dans les exploitations agricoles.
Les prisonniers de guerre soviétiques fournissent quant à eux une part importante des 10 millions de victimes militaires soviétiques. En effet, sur les 5 400 000 prisonniers de guerre soviétiques, 3 800 000 périrent avant la fin de la guerre, soit une proportion de 70 %. Sous prétexte que l'URSS n'avait pas signé la Convention de Genève, le Reich avait mis en œuvre une politique d'extermination, soigneusement appliquée par les unités de la Wehrmacht : les prisonniers soviétiques étaient parqués sans nourriture et mouraient de faim (20 % de mortalité par mois dans le camp de Minsk), quand ils n'étaient achevés à même le champ de bataille.

#### Les mouvements de partisans
- Partisans soviétiques

#### La question de la collaboration
L'ampleur de la collaboration en URSS suscite le débat. En Russie, elle est encore taboue, la Grande Guerre Patriotique étant jusqu'à nos jours constitutive de l'identité nationale. Elle pose surtout le problème de la qualification de certains actes de collaboration : relèvent-ils de la simple survie ou ont-ils une motivation politique ?
La question se pose principalement pour les 500 000 Hiwis, abréviation de Hilfwillige, « auxiliaire volontaire ». Il ne s'agit pas de troupes, mais d'un personnel auquel étaient confiées les basses besognes (comme nettoyer, faire la cuisine, creuser les fosses, mais aussi parfois sélectionner les détenus à envoyer à la chambre à gaz au moment de l'appel). Nicolas Werth soutient pour sa part que pour la très grande majorité d'entre eux, devenir Hiwi signifiait uniquement échapper un temps à une mort certaine tant les conditions de vie étaient dures pour les prisonniers soviétiques, mais d'autres historiens, et notamment Raul Hilberg, ont mis l'accent sur la participation active des Hiwis incorporés aux Einstazgruppen à l'extermination des Juifs.
Viennent ensuite les auxiliaires de police et d'administration civile, qui comptent à leur apogée, au début de l'année 1943, 150 000 personnes à des postes subalternes. La part de collaboration et de contrainte est là encore difficile à évaluer.
La collaboration ne fait, en revanche, aucun doute pour les unités supplétives de la Wehrmacht comme les Divisions SS Galizien et celles de la police auxiliaire et l'Armée insurrectionnelle ukrainienne, responsables des purges ethniques sur plus de 100 000 Polonais entre 1943 et 1944 (Massacres des Polonais en Volhynie) qui participèrent activement aux opérations antipartisans. Fortes de 80 000 hommes, dans leur grande majorité baltes et ukrainiens d'Ukraine occidentale, deux territoires annexés en 1939-1940, ces unités étaient animées par un vif ressentiment contre le pouvoir soviétique qu'elles considéraient comme l'occupant et voyaient dans la collaboration une chance de libération nationale. En outre, des prisonniers de guerre issus du Caucase ou des républiques d'Asie centrale formèrent une centaine de bataillons « ethniques » (soit au maximum 30 000 hommes) sous commandement d'officiers allemands. Seules les deux divisions de l'armée Vlassov, mises sur pied sur fond de défaites militaires dans un but de propagande en 1944, regroupant environ 40 000 hommes, et une brigade de cavalerie, le 15e SS Kosaken-Kavalerie-Korps, constituée principalement de Cosaques du Don et du Terek, eurent droit à un commandement autonome.

## Les collaborations
Des États fantoches ont vu le jour à la suite de la destruction de certaines nations par l'Allemagne nazie : Croatie d'Ante Pavelić issu de la destruction de la Yougoslavie, Slovaquie de Jozef Tiso issue de la destruction de la Tchécoslovaquie ; dans d'autres, conquis et/ou satellisés, des gouvernements et des dirigeants collaborationnistes ont pris le pouvoir (Vidkun Quisling en Norvège, Ion Antonescu en Roumanie, Léon Degrelle en Belgique, Philippe Pétain en France, Georgios Tsolakoglou en Grèce, Ferenc Szálasi en Hongrie); les structures semi-étatiques intégrées au Reich et dirigées par les Allemands, ont aussi eu des administrations locales collaborationnistes (protectorat de Bohème-Moravie). En URSS, des ressortissants de différentes origines, voyant une chance de se libérer du joug stalinien, cherchent à s'enrôler dans/ou aux côtés de la Wehrmacht. Celle-ci n'est accessible qu'aux Allemands de souche, mais des Baltes, des Ukrainiens (Division SS Galizien et divisions de l'OUN-UPA, responsables des Massacres des Polonais en Volhynie en 1943-1944) et des Caucasiens sont enrôlés dans les unités spéciales des Waffen SS, qui recrutèrent aussi beaucoup de jeunes volontaires de toute l'Europe occidentale par anticommunisme, comme les Belges de la Division SS Wallonie ou encore les Français de la Division SS Charlemagne.